# Arquitectura solar pasiva
La arquitectura solar pasiva, incluye el modelado, selección y uso de una correcta tecnología solar pasiva, que mantenga el entorno de una vivienda a una temperatura agradable, por medio del Sol, durante todos los días del año. Como resultado, se minimiza el uso de la tecnología solar activa, las energías renovables y sobre todo, las tecnologías basadas en combustibles fósiles.
Entre varios autores el que ayudó a consolidar el término fue el arquitecto Edward Mazria en 1978 con su libro The Passive Solar Energy Book resultado de sus investigaciones en el período 1975 a 1977 en la Universidad de Nuevo México.
La arquitectura solar pasiva es solo una pequeña parte del diseño de edificios energéticamente eficientes, que a su vez, es otra parte del diseño sostenible, aunque estos términos a menudo se utilicen erróneamente como sinónimos (la arquitectura solar pasiva no se relaciona con conceptos como ventilación, enfriamiento por evaporación, o análisis de ciclo vida).

## Conceptos clave

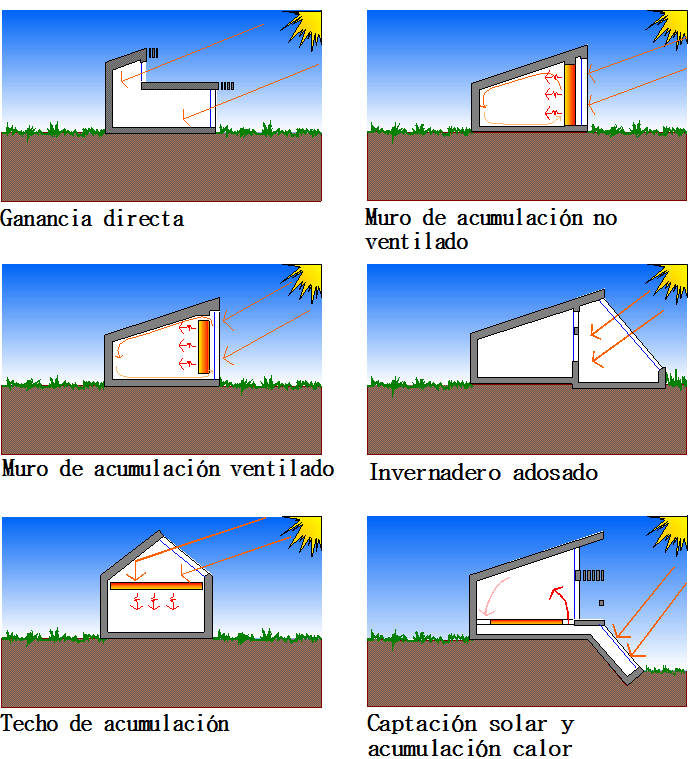
Esquemas de los principales sistemas solares pasivos.

### Ganancia solar directa
La ganancia solar directa implica la utilización de ventanas, claraboyas y persianas para controlar la cantidad de radiación solar directa que llega al interior de una vivienda. El uso de ventanas soleadas combinadas con suelos de gran masa, es un ejemplo sencillo de esta utilización.
Tradicionalmente, estos sistemas de ganancia solar directa no han sido bien considerados, sobre todo por el elevado coste que tenían los cristales bien aislados térmicamente, con valores-R comparables al aislamiento de los muros. Esto está cambiando radicalmente en Europa, donde se desarrollan ventanas superaislantes que ayudan a implementar el estándar alemán de casa solar pasiva.

### Ganancia solar indirecta
La ganancia solar indirecta es la que se obtiene a través de la piel del edificio, que ha sido diseñada con una masa térmica (como un tanque de agua o un muro sólido recubiertos por un cristal). El calor acumulado por esta masa es cedido al interior del edificio indirectamente por conducción o convección. Ejemplos de esta técnica son: el muro trombe, paredes de agua, o la instalación de pequeños estanques sobre un tejado. La cubierta ajardinada también es un ejemplo representativo.
En la práctica, a estos sistemas se les suele criticar el que sean difíciles de controlar, además del alto precio de los cristales aislantes.

### Ganancia solar aislada
La ganancia aislada implica la captura pasiva del calor del Sol, para posteriormente transportarlo dentro o fuera de la vivienda usando para ello un líquido (por ejemplo un captador térmico dotado de termosifón) o aire (una chimenea solar) o ambos (un almacén de calor).

### Otras estrategias de diseño solar pasivo
- La orientación en la construcción. Teniendo en cuenta la climatología local, se puede construir una casa orientándola de forma que reciba la mayor cantidad de radiación solar anual, evitando sombras en invierno y protegiéndola del exceso de radiación en verano. También se pueden utilizar técnicas basadas en recubrimientos vegetales.
- Características de la construcción. La forma del edificio y su envolvente determinan la cantidad de superficie expuesta a la radiación solar, ajustando esta a las necesidades deseadas. Las propiedades de los materiales de construcción elegidos, sirven para regular la absorción, reflexión o transmisión de la energía captada.
- Uso del entorno. La utilización de elementos naturales como árboles y plantas puede resultar útil para crear zonas de refrescamiento en verano y un escudo de protección del viento en invierno.

Aunque no se clasifique dentro de las tecnologías solares pasivas, el uso de materiales aislantes térmicos se utiliza con profusión para reducir las pérdidas o las ganancias no deseadas de calor.

## La evolución de la arquitectura solar pasiva
El diseño de construcciones basadas en la arquitectura solar pasiva proviene de la antigüedad y ha permanecido ligado a la arquitectura tradicional de muchos países. El primer caso fue la Casa solar MIT #1 construida hacia 1939 en Massachusetts (EE. UU.) bajo el proyecto académico y dirección de H.C. Hottel. Este edificio implicó un paradigma que en el transcurrir de dos décadas generó una competencia entre universidades americanas, primero, a la que se sumaron luego europeas. Esto llevó a la realización de congresos y creación de asociaciones nacionales e internacionales (ASES, ANES, ISES, ASADES, PLEA) donde concurrían en un espacio académico multidisciplinario arquitectos, físicos e ingenieros trabajando en grupos para la concreción de estas viviendas de carácter experimental. La American Solar Energy Society (ASES) fue la asociación pionera creada en 1954, a la que siguieron la Asociación Argentina de Energía Solar (ASADES) en 1974, La Asociación Nacional de Energía Solar de México (ANES) en 1980, entre otras. Se ensayaban nuevas ideas y propuestas, se generaban innovaciones, se monitoreaba y modelizaba registrando meticulosamente cada avance en actas de congresos y reuniones o revistas referadas de cada asociación. 
Estas construcciones solares, principalmente viviendas, se concretaron principalmente en el mundo desarrollado aunque también se efectivizaron casos en países en vías de desarrollo, caso Sudamérica. Continuamente fueron apareciendo nuevas construcciones en el ámbito rural o en suburbios urbanos por parte de comitentes entusiastas. Sistemáticamente fueron ignoradas por la industria de la construcción hasta finales del siglo XX, cuando surge el problema del calentamiento global, el cambio climático responsabilizando a la construcción del hábitat el 50 % del problema. Esto toma estado público y los medios de difusión comienzan a hablar de eco-arquitectura, arquitectura verde, arquitectura sostenible, arquitectura sustentable. Adjetivaciones a la palabra arquitectura que buscan diferenciarla de la arquitectura convencional implicando una conciencia ambiental y por ende una minimización del impacto ambiental local y/o global que genera cada construcción.
A pesar de la falta de interés general, las tecnologías solares pasivas se retomaron y mejoraron en el último tercio del siglo XX coincidiendo con la crisis del petróleo de 1973. La introducción de tecnologías de diseño asistido por ordenador y la aparición de construcciones pioneras también ayudaron.
En los inicios del siglo XXI, el tema ha cobrado un nuevo interés, debido sobre todo a las consecuencias ya visibles del calentamiento global del planeta.

## Niveles de utilización del diseño solar pasivo
Pragmático: una casa podría ahorrar del orden de 30 % o más en gastos de calefacción sin apenas modificar su aspecto, confort o usabilidad. Esto se puede conseguir por medio de una correcta situación de las ventanas, pequeñas aportaciones de masa térmica y un buen aislamiento térmico. Una pared orientada al ecuador puede recibir los rayos del Sol durante el día, acumular el calor y desprenderlo por la noche.
Estacional: tradicionalmente, la tecnología solar pasiva se ha centrado en ciclos diarios de acumulación/radiación de calor para mantener condiciones óptimas de temperatura que pueden mantenerse durante algunos días incluso en ausencia de días soleados. Investigaciones recientes han desarrollado técnicas para acumular el calor en estaciones calurosas y desprenderlo meses más tarde en estaciones frías. Estas técnicas requieren grandes cantidades de masa térmica generalmente ubicada en el subsuelo a unos 7 metros de profundidad y perfectamente aisladas para evitar las pérdidas de calor por el clima o el agua. En los meses fríos se puede recuperar el calor conduciéndolo a través de tuberías de material plástico introduciéndolo en el sistema de calefacción de la vivienda.
Maquinaria mínima: una casa solar pasiva pura, no debería incorporar ningún elemento mecánico o eléctrico para ser considerada como tal. Únicamente debería utilizar la energía irradiada por el Sol y recibir solo de manera incidental el calor producido por elementos como las bombillas, velas, cocinas, electrodomésticos del hogar, duchas, personas o animales. El uso de mecanismos de ventilación natural en los que no intervienen ventiladores u otros dispositivos, se suelen incluir dentro de estas técnicas, aunque no se consideren estrictamente diseños solares pasivos.